# Pertinax római császár
Imperator Caesar Publius Helvius Pertinax Augustus, általánosan elterjedt néven Pertinax császár, született Publius Helvius Pertinax (Alba Pompeia (Liguria), 126. augusztus 1. – Róma, 193. március 28.) a Római Birodalom császára 193-ban, a legrövidebb ideig uralkodó császárok közé tartozik a birodalom történetében, 87 napig volt a hatalom csúcsán, ahová már életének 66. évében került.

## Származása és ifjúsága
Apja Helvius Successus felszabadított rabszolga volt, aki fakereskedelemmel foglalkozott. Fiát azért nevezte Pertinaxnak (magyarul: állhatatos), hogy ezzel is állhatatosságát hangsúlyozza a fakereskedelemben. Az ifjú Pertinax kezdetben tanítóskodott Liguriában, majd katonának állt és a hadseregben egységparancsnokságot ért el, miközben Syriában és Britannia tartományokban harcolt.

## Élete az uralkodásig
Visszatérve a polgári életbe, lovagi ranghoz kötött procuratori hivatalt töltött be.
168-ban Itáliában a szegények ellátásával kapcsolatos ügyeket intézte, majd Dacia tartományban volt procurator.
Ezután Pannoniába visszahívták a hadsereghez, ahol a légióktól elvezényelt csapatok parancsnoka volt és a germánok ellen harcolt. Részt vett Marcus Aurelius hadjáratában az Itáliát támadó germánokkal szemben, ahol kiváló parancsnokságáért praetori rangban szenátorrá léptették elő, mert jelentősen segítette a császárt a birodalom északi határvonalának megerősítésében.
171-től légió parancsnokként Raetiában harcolt, 175-ben Syriában  az Avidius Cassius féle felkelés leverésében vett részt. Ezután helytartói tisztséget töltött be Daciában, Syriában és Moesia tartományaiban.
Commodus uralkodása alatt 182-ben összeesküvőkkel váló kapcsolattal gyanúsították meg, nyugállományba helyezték mivel kegyvesztett lett. 185-ben visszahívták és a lázadásra hajlamos britanniai hadsereg parancsnoka volt 187-ig. 188-ban Africa prokunzuljává nevezték ki, majd a válságos időben Róma praefectusa lett, később másodszor is kinevezték konzulnak 192-ben.

## Császárrá válása
Commodus ellen folytatott összeesküvésben, melyet a 192 év utolsó napjára időzítettek tevőlegesen nem vett részt. Laetus a praefectus praetorio felkérte a trón elfoglalására, mire a testőrség táborába ment és nagy összegű ajándékokat ígért, ezért a testőrök kikiáltották császárnak. Ebben a tisztségében a szenátus is megerősítette. Elutasította a császári bíbor felöltését előrehaladott korára hivatkozva és nem fogadta el, hogy feleségének, Flavia Titániának az Augusta címet adományozzák.

## Uralkodása
Commodus pazarló költekezése után kénytelen volt takarékossági politikát folytatni és ez nem tette népszerűvé, mert az általános életszínvonal esése következett be amin nem segített a megbuktatott (megfojtott) császár javainak kiárusítása sem. Kapzsisággal vádolták és elvesztette támogatását, mert a megígért ajándékok felét sem fizette ki. A várostól való ideiglenes távollétében összeesküvést szőttek ellene, amit még meg tudott hiúsítani.
193. március 28-án egy katonai csoport tört be a császári palotába, akiknek a császár hosszú beszédet tartott. A testőrök szószólója Tausius lándzsájával a császárt átdöfte, akit a Pertinax mellett tartózkodó kamarása sem tudott megakadályozni, hiába szúrta le a támadót. Ezután a testőrök Róma utcáira vonulva mutatták fel a meggyilkolt császár fejét.

## Kortársi vélemények a császárról
Tekintélyt parancsoló hosszú szakállú, minden ízében császári alkatú uralkodónak írták le, szónoki képességét középszerűnek értékelték. Nem tartották nyílt embernek, látszólagos szívélyessége ellenére sem. Fukar, egyszerű polgárnak tartották, aki háborúban félelmetes, békében ravasz volt. Uralkodásának rövid ideje alatt elrendezett mindent, ami korábban zavaros és rendezetlen volt, de képtelen volt belátni, hogy a hatalmas birodalom dolgainak rendbetétele hosszabb időt igényel.
Pertinaxot későbbi utóda, Septimius Severus istenné avatta.